# Thalassius esimoni
Thalassius esimoni är en spindelart som beskrevs av Petra Sierwald 1984. Thalassius esimoni ingår i släktet Thalassius och familjen vårdnätsspindlar.
Artens utbredningsområde är Madagaskar. Inga underarter finns listade i Catalogue of Life.